# Doriath
Doriath är ett fiktivt rike i J.R.R. Tolkiens litterära produktion. Doriath var gråalvernas rike i Beleriand och det mäktigaste alvriket öster om havet. Det kom att kallas det "Inhägnade Landet" eftersom drottning Melian vävde en förtrollning runt det, Melians gördel, som gjorde att ingen kunde ta sig in i landet utan konung Thingols tillstånd. 
Doriath består huvudsakligen av landet mellan floderna Sirion och Aros, delat av floden Esgalduin i Neldoreth och Region, samt skogen Nivrim på Sirions östra strand. Skogarna Brethil och Nan Elmoth räknades ofta som en del av Doriath men låg inte under Melians förtrollning.
Doriath var ursprungligen känt som Eglador, vilket betydde "De Efterlämnades land", eftersom de teleri som stannat i Beleriand för att söka sin försvunne konung kallade sig så. Under de sista åren före Första Ålderns början anfölls konungen av Doriath av orcher. 
Efter Det Första Slaget om Beleriand kom många laiquendi, nandor och avari att samlas där. Dvärgarna från Nogrod kom sedan att bygga Menegroth som blev huvudstad i riket och Thingols stora fästning. Det stora trädet Hirilorn, i vars krona Thingol placerade Lúthien för att hon inte skulle kunna träffa Beren, växte utanför huvudentrén till fästningen. 
När noldor i början av Första Åldern återvände till Beleriand vägrade Thingol dem inträde i Doriath på grund av frändedråpet i Alqualonde. Det enda undantaget var Finarfins barn, eftersom deras mor Earwen var dotter till Thingols broder Olwë. 
När Edains andra hus, Haladin, drevs bort från sina bosättningar i Thargelion och sökte en säkrare boplats gav Thingol dem lov att bosätta sig i Brethil. De kom att spela en viktig roll i boken Húrins barn. 
Húrins son, Túrin sändes efter Nirnaeth Arnoediad till Doriath, där han växte upp som Thingols fosterson. Efter Nargothronds fall sände Túrin dess skatter till Doriath. Rykten om detta fick dvärgarna att samla sina arméer och anfalla Doriath i den första plundringen av Doriath. Det plundrades senare av Fëanors söner varefter Doriath låg öde tills landet sjönk i havet efter Vredens krig.